# Свобода (газета УНДО)
Свобода — культурно-просвітницька газета (1897—1939), орган НДП, УНДО. 

Обов'язки редактора в різні роки виконували Кость Левицький, В. Нагорний, В'ячеслав Будзиновський, Володимир Бачинський, Євген Баран, Володимир Целевич та інші.
У газеті друкували історичні студії В. Будзиновського про козацтво, І. Крип'якевича про українські міста, нариси про княгиню Ольгу, гетьманів П. Сагайдачного, І. Мазепу, а також про Т. Шевченка, М. Шашкевича, І. Франка, В. Стефаника, Л. Мартовича, М. Грушевського, К. Левицького, Є. Олесницького.